# Aleksandr Kwçma
Aleksandr Vasïlʹyevïç Kwçma (in kazako Александр Кучма?, in russo Александр Васильевич Кучма?, Aleksandr Vasil'evič Kučma, in tedesco: Aleksandr Kuchma; Taraz, 9 dicembre 1980) è un ex calciatore kazako, di ruolo centrocampista.